# Isola LEGO
LEGO Isola (LEGO Island) è un videogioco LEGO a base di azione-avventura e commedia sviluppato da Mindscape. Pubblicato per Microsoft Windows il 26 settembre 1997, è il primo videogioco della serie Lego Island e il primo vero videogioco LEGO mai creato. Fu seguito da Isola LEGO 2: La rivincita del Briccone e da Island Xtreme Stunts.

## Modalità di gioco
LEGO Isola ha un gameplay non lineare in cui la prospettiva è in prima persona. Il gioco presenta una serie di missioni tra cui consegnare pizze, corse con jet ski, e cercare di far tornare il Briccone (Brickster) in carcere. Dispone inoltre di una varietà di personaggi giocabili che hanno abilità uniche e che possono aiutare il giocatore durante il gioco.

### Personaggi
Il giocatore ha la possibilità di impersonare 5 personaggi diversi:
- Pepe ("Pepper" in lingua originale): giovane fattorino delle pizze che si sposta a bordo di uno skateboard.  È doppiato in inglese da John Morris, mentre in italiano da Silvana Fantini.

- Mamma Mattoncelli ("Mama Brickolini" in lingua originale): Proprietaria della pizzeria insieme al marito e madre di Pepe. È doppiata in inglese da June Foray, mentre in italiano da Silvana Fantini.

- Papà Mattoncelli ("Papa Brickolini" in lingua originale): Proprietario della pizzeria insieme alla moglie e padre di Pepe. È doppiato in inglese da Ralph Peduto, mentre in italiano da Antonio Paiola.

- Nick Mattone ("Nick Brick" in lingua originale): poliziotto doppiato in inglese da Fred Raker, mentre in italiano da Marco Balzarotti.

- Laura Mattone ("Laura Brick" in lingua originale): poliziotta doppiata in inglese da Erin-Kate Whitcomb, mentre in italiano da Roberta Gallina.

Tra i personaggi non giocabili:
- Informatto ("Infomaniac" in lingua originale): ci darà il benvenuto a Isola LEGO dandoci consigli e suggerimenti. È doppiato in inglese da Patrick Hagan, mentre in italiano da Giorgio Melazzi.

- Briccone ("Spacca-pietre" nella distribuzione Dice Multimedia) ("Brickster" in lingua originale): unico antagonista della storia è un criminale incarcerato che brama vendetta. È doppiato in inglese da David Lander, mentre in italiano da Luca Sandri.

### Storia
In LEGO Isola non vi è una vera e propria storia, ma una serie di missioni autoconclusive avviabili in diversi luoghi dell'isola, oltre ad alcuni punti in cui è possibile costruire e personalizzare veicoli come auto, moto d'acqua ed elicotteri. Il giocatore può quindi scegliere come e quando svolgere le missioni proposte.
Se si impersona il personaggio di Pepe la missione principale consiste nel consegnare una pizza a un poliziotto presso il carcere. Una volta arrivati a destinazione si scopre che in realtà la pizza è stata ordinata da Briccone, un criminale incarcerato, che, con il calore della pizza appena consegnata, riuscirà a sciogliere la serratura della sua cella ed evadere scappando a bordo di un elicottero (sempre se il giocatore ne avesse costruito uno prima di iniziare la missione). Pepe dovrà quindi inseguirlo per tutta l'isola e riuscire a riportare l'evaso in prigione e Isola LEGO alla normalità.

### Personalizzazione
È possibile personalizzare il gioco. Quando si gioca come Pepe, il giocatore può cambiare le piante e cambiare i cappelli dei passanti. Pepe può anche cambiare la casa della signora Post. Quando si gioca come Nick, i giocatori possono cambiare i colori delle cose. Quando si gioca come Laura, i giocatori possono cambiare le animazioni in movimento, o gli "stati d'animo". I giocatori possono anche costruire vari veicoli e personalizzarli con colori e texture.

### Curiosità
- Questo gioco è l'unico della trilogia ad essere noto come "LEGO Isola" in Italia: il secondo chiama la serie "Isola LEGO", mentre il terzo non è mai stato tradotto in italiano.